# Synagoga Siebenbrunnengasse w Wiedniu
Synagoga Siebenbrunnengasse w Wiedniu (niem. Synagoge Siebenbrunnengasse in Wien), zwana także Jubileuszową (niem. Jubiläumssynagoge) – nieistniejąca synagoga, która znajdowała się w Wiedniu, stolicy Austrii, przy Siebenbrunnengasse 1a.
Synagoga została zbudowana w latach 1907–1908 (z okazji 60-lecia objęcia tronu przez cesarza Franciszka Józefa, stąd nazwa), według projektu architekta Jakoba Gartnera. Służyła żydowskiej społeczności zamieszkującej dzielnicę Margareten. Podczas nocy kryształowej z 9 na 10 listopada 1938 roku, bojówki hitlerowskie spaliły synagogę.